# 破铜钱
破铜钱（学名：Hydrocotyle sibthorpioides var. batrachium）为伞形科天胡荽属下的一个变种。

## 扩展阅读
- 維基物種上的相關：破铜钱